# Buddy Moreno
Buddy Moreno (* 14. Juli 1912 in Los Angeles, Kalifornien; † 29. November 2015) war ein US-amerikanischer Sänger, Gitarrist und Big-Band-Leader im Bereich des Swing und der Populären Musik sowie Hörfunkmoderator.

## Leben
Buddy Moreno hatte 1929 erste Auftritte an Wochenenden im Olympic Club in Lakeside bei San Francisco; 1932 wurde er Mitglied im Anson Weeks Orchestra, das im Mark Hopkins Hotel in San Francisco auftrat. Er wechselte dann als Bandsänger und Gitarrist in die Griff Williams Band, die ein Engagement in San Franciscos Edgewater Beach Hotel hatte. Ende der 1930er Jahre ging das Williams Orchester nach Chicago, wo es im  Mark Hopkins Hotel auftrat. Ende der 1930er Jahre wurde er Mitglied des Tanzorchesters von Dick Jurgens und wirkte auf zahlreichen Aufnahmen der Band für Okeh Records mit, die Anfang der 1940er Jahre entstanden.
Im März 1943 wechselte er als Hauptbandsänger zum Orchester von Harry James, das im Hollywood Palladium und in New York im Paramount Theater und im Hotel Astor auftrat; Moreno wirkte auch an einer Reihe von MGM-Filmen sowie in der von Chesterfield gesponserten Radioshow mit, in denen das James-Orchester auftrat. Morenos Gesang war auch auf einigen der damals erschienenen V-Discs von 1943 („Oh, What A Beautiful Morning!“, „Better Give Me Lots Of Lovin'“, „Honey and Mexico City“) und drei Radio-Mitschnitten zu hören,  „Remember“ (1943), „Nice Work If You Can Get It“ und  „Always“ (1944).
In seiner Zeit bei der US-Army lernte er den Arrangeur Bill Finegan kennen, der damals eine Militärkapelle in Nyack, NY, leitete. Durch Finegan kam er mit Eddie Sauter in Kontakt, mit dem er in den 1950er Jahren eine kurzlebige Band leiten sollte. Nach seiner Entlassung aus der Armee und einigen Monaten, in denen er als Solist auftrat, gründete Moreno 1947 seine eigene Band, in der regulär zwölf Musiker spielten. Sie debütierte im Casa Loma Ballroom in St. Louis und spielte meist im Mittleren Westen, wo sie eine populäre Territory Band wurde, die auch Schallplatten für RCA Victor aufnahm. Sie spielte meist Jazz-Standards von Cole Porter und George Gershwin; Erkennungsmelodie war „It's That Time Again“, eine der Bandsänger war Perri Mitchell, die dann Morenos Ehefrau wurde. 1948 traten sie im New Yorker Paramount Theatre auf; später tourten sie auch durch den Süden und spielten in Hotels in New Orleans, später in St. Louis, wo sich Moreno und seine Frau 1950 niederließen.
Dort hatte Morenos Band ein längeres Engagement als Hausorchester im Chase; daneben war Moreno Diskjockey im Lokalsender KMOX für die Buddy Moreno Show. 1957 reduzierte er seine Aktivitäten als Bandleader und spielte nur noch bei lokalen Veranstaltungen und dem lokalen Fernsehsender in St. Louis, trat aber regelmäßig als Moderator im Radio auf, zunächst bei KWK, dann bei WEW, wo er fortan als Programmdirektor tätig war. Außerdem fungierte er als musikalischer Direktor für die Orchester des Fox Theaters und der städtischen Oper in St. Louis. Noch im hohen Alter moderierte Moreno in den 1990er Jahren ein nostalgisches  Jazz-Bigband-Programm im National Public Radio. In seinen späteren Jahren lebte er in Florissant (Missouri).